# Leto (planetka)
(68) Leto je planetka nacházející se v hlavním pásu asteroidů. Její průměr činí asi 123 km. Byla objevena 29. dubna 1861 německým astronomem R. Lutherem.